# Ожина (ягода)
Ожина — плід ряду рослин роду Rubus (Рожеві).
Відповідно до ботанічної класифікації плід ожини не ягода, а багатокістянка. Складається з декількох десятків зрощених кістянок (маленьких плодів з кісточками).
У процесі дозрівання плоди ожини набувають спочатку зеленого, потім бурого, і потім яскравого червоно-бурого кольору. Зрілі плоди ожини мають чорний (чорно-фіолетовий) колір.
У Rubus caesius плоди чорні з сизим нальотом; у Rubus fruticosus нальоту немає. Сік плодів темно-червоний; смак у зрілих ягід кисло-солодкий, злегка смолистий; в південних країнах ці плоди солодкуваті. Можуть бути використані для приготування варення. Обидва види дуже поширені в помірних і теплих країнах Європи до Скандинавії.
Від малини, в тому числі від її чорних різновидів, ожина відрізняється тим, що зривається разом з квітколожем, а малина — ні (тобто зірвана ягода малина порожниста в центрі, а ожина ні).